# Рагіб-паша
Ісмаїл ібн Ахмад ібн Хасан бані Яні (араб. إسماعيل بن أحمد بن حسن بني يني), відомий як Ісмаїл Рагіб-паша (араб. إسماعيل راغب باشا; 1819–1884) — грецький османський політик, прем'єр-міністр Єгипту влітку 1882 року.